# Jarni Koorman
Jarni Koorman (Zwolle, 15 maart 1999) is een Nederlands voetballer die als middenvelder voor TOP Oss speelde.

## Carrière
Koorman begon te voetballen bij Zwolsche Boys in zijn geboortestad Zwolle. Hierna maakte hij de overstap naar FC Twente, waar hij de gehele jeugdopleiding heeft doorlopen tot aan het beloftenteam. In de zomer van 2018 maakte hij de overstap naar PEC Zwolle, hij ondertekende een contract voor twee seizoenen. Op 1 februari 2020 debuteerde hij voor de Zwolse club in de wedstrijd tegen FC Groningen. Augustus 2020 maakte Koorman de overstap naar TOP Oss.
Sinds september 2022, komt Koorman uit voor de amateurs van Go-Ahead Kampen.Jarni Koorman is de zoon van oud-voetballer Marco Koorman.  

## Carrièrestatistieken
| Seizoen                      | Club            | Land            | Competitie      | Competitie | Competitie | Beker | Beker | Internationaal | Internationaal | Overig | Overig | Totaal | Totaal |
| Seizoen                      | Club            | Land            | Competitie      | Wed.       | Dlp.       | Wed.  | Dlp.  | Wed.           | Dlp.           | Wed.   | Dlp.   | Wed.   | Dlp.   |
| ---------------------------- | --------------- | --------------- | --------------- | ---------- | ---------- | ----- | ----- | -------------- | -------------- | ------ | ------ | ------ | ------ |
| 2017/18                      | Jong FC Twente  | Nederland       | Derde divisie   | 8          | 2          | 0     | 0     | 0              | 0              | 0      | 0      | 8      | 2      |
| 2019/20                      | PEC Zwolle      | Nederland       | Eredivisie      | 3          | 0          | 0     | 0     | 0              | 0              | 0      | 0      | 3      | 0      |
| Carrière totaal              | Carrière totaal | Carrière totaal | Carrière totaal | 11         | 2          | 0     | 0     | 0              | 0              | 0      | 0      | 11     | 2      |
| Bijgewerkt tot 30 april 2020 |                 |                 |                 |            |            |       |       |                |                |        |        |        |        |